# Kostaq Cipo
Kostaq Cipo (nevének ejtése kɔstat͡ɕ t͡sipɔ; Ilbaszan, 1892. január 14. – Tirana, 1952) albán pedagógus, kommunista politikus, nyelvész, 1945–1946-ban Albánia oktatásügyi minisztere.

## Életútja
A közép-albániai Ilbaszan (ma Elbasan) városában született. 1913-tól ösztöndíjjal az olaszországi arberesek San Demetrio Corone-i kollégiumában tanult tovább, majd 1917-től 1921-ig a római La Sapienza Egyetem bölcsészettudományi karán nyelvészeti stúdiumokat hallgatott.
1921-es hazatérését követően szülővárosában, a Shkolla Normale tanítóképző intézetben helyezkedett el tanárként. Itt oktatott 1923-ig, amikor Xhevat Korça, az akkor megnyílt shkodrai gimnázium első igazgatója hívta meg Cipót az iskola tanári karába. Kétévnyi shkodrai oktatómunka után 1925-ben Cipo Korçába költözött, és 1939-ig a helyi líceum tanára volt. Albánia 1939. április 7-ei olasz annexióját követően a megszálló hatóságok Olaszországba internálták.
Cipo Olaszország 1943. szeptemberi kapitulációját követően került haza az akkor már a Harmadik Birodalom által megszállt Albániába. 1943-tól az oktatásügyi minisztérium tisztviselője, 1944-ig főtanfelügyelő volt. A kommunista államrend kiépülése után, 1945. január 13-ától 1946. március 21-éig Enver Hoxha első kormányában volt oktatásügyi miniszter. Ezzel párhuzamosan 1946-tól haláláig az albán nemzetgyűlés képviselőjeként is politizált. 1952-ben, csaknem hatvanévesen hunyt el Tiranában.

## Nyelvészeti munkássága
Pedagógusi és politikai pályafutása mellett nyelvészeti kutatásokat is végzett. Elsősorban az albán nyelv leíró nyelvtanával, szintaxisával és fonetikájával foglalkozott, de nyelvtörténeti vizsgálatokat is folytatott, így például behatóan elemezte a 17. században alkotott Pjetër Budi nyelvezetét. Részt vett egy szerbhorvát–albán szótár (1947) összeállításában, majd Eqrem Çabej és Mahir Domi mellett főmunkatársa volt a már csak a halála után, 1954-ben megjelent első albán értelmező szótárnak. A nevéhez fűződik Migjeni költeményeinek 1944-es kiadásra való előkészítése is.

### Főbb művei
- Gramatika shqipe (’Az albán nyelv nyelvtana’). Tiranë: Ndërmarrja Shtetërore e Botimeve. 1949.
- Sintaksa (’Szintaxis’). Tiranë: (kiadó nélkül). 1952.
- Fjalor i gjuhës shqipe (’Az albán nyelv szótára’). Pun. Kostaq Cipo, Eqrem Çabej, Mahir Domi. Tiranë: Instituti i Shkencave. 1954.